# Kastanies
Kastanies (tiếng Hy Lạp: Καστανιές, có nghĩa là " hạt dẻ ", tiếng tiếng Thổ Nhĩ Kỳ: Kestanelik    cũng có nghĩa là "hạt dẻ") là một thị trấn nằm ở phía bắc của vùng Evros, Hy Lạp, và là một phần của xã Vyssa. Nó nằm ở biên giới với Thổ Nhĩ Kỳ.

## Địa lý
Kastiances nằm ở vùng đồng bằng thấp gần ngã ba sông Evros và Ardas, trên bờ phía nam của Ardas. Khu vực này bao gồm đất trồng trọt, với một số khu rừng ở bờ sông. Có hai cây cầu đường bộ và một cây cầu đường sắt băng qua Ardas. Kastiances cách Marasia 2,5 km về phía nam, 4 km về phía tây Karaağaç (Thổ Nhĩ Kỳ), 5 km về phía đông bắc của Rizia, 8 km về phía tây bắc của Nea Vyssa, 8 km về phía tây của Edirne (Thổ Nhĩ Kỳ) và 16 km về phía bắc của Orestiada.